# Guillermo Augusto de Sajonia-Eisenach
Guillermo Augusto de Sajonia-Eisenach (Eisenach, 30 de noviembre de 1668 - Eisenach, 23 de febrero de 1671) fue un duque de Sajonia-Eisenach.

## Biografía
Nació en Eisenach, siendo el hijo menor y único superviviente del duque Adolfo Guillermo de Sajonia-Eisenach y de María Isabel de Brunswick-Wolfenbüttel.
Todos sus hermanos fallecieron antes que su padre. Guillermo Augusto, el quinto y menor de los hijos, nació nueve días después de la muerte de Adolfo Guillermo (21 de noviembre de 1668) sucediéndole en el ducado de Sajonia-Eisenach desde el momento de su nacimiento, bajo la tutela de su tío, Juan Jorge.
Un niño enfermizo, murió en Eisenach cuando solo tenía dos años de edad; Eisenach fue heredado por Juan Jorge.
| Predecesor: Adolfo Guillermo | Duque de Sajonia-Eisenach 30 de noviembre de 1668-23 de febrero de 1671 | Sucesor: Juan Jorge I |

- Datos: Q1149564